# Mebeverin
Mebeverin (ili točnije mebeverinijev klorid) sintetski je ekvivalent papaverina, alkaloida iz biljaka maka (Papaver somniferum) koji za razliku od svih ostalih alkaloida maka nema djelovanje na središnji živčani sustav. Opijum koji se dobiva iz maka tradicionalno je sredstvo za ublažavanje crijevnih grčeva, baš zbog prisutnosti papaverina. Dakako, danas se kao spazmolitici koriste sintetski derivati papaverina kakav je upravo mebeverin. 

## Djelovanje
Za razliku od papaverina mebeverin je spazmolitik sa selektivnim djelovanjem na glatku muskulaturu probavnog sustava, naročito debelog crijeva. Djeluje direktno na glatko mišićja crijeva. Mebeverin pripada skupini neurotropno-muskulotropnih spazmolitika. Oni djeluju i na živčane poticaje parasimpatikusa blokirajući ih, ali i direktno na muskulaturu.

## Terapijske indikacije
- sindroma iritabilnog kolona koji je karakteriziran spastičnom boli u trbuhu, spastičnim zatvorom stolice koja se smjenjuje s nespecifičnim proljevom (dijarejom), mukoznim kolitisom i flatulencijom
- simptoma praćenih organskim bolestima želuca i crijeva kao što su divertikuloza i divertikulitis kolona
- diskinezije žučnih putova.

## Kontraindikacije
- preosjetljivost na mebeverin-klorid ili na neki od pomoćnih sastojaka lijeka
- paralitički ileus.

## Mjere opreza
U slučaju pojave alergijske reakcije pri primjeni mebeverina, treba prekinuti primjenu lijeka i obratiti se liječniku.

## Interakcije
Nema podataka o interakcijama pri preporučenoj primjeni mebeverina.

## Trudnoćaidojenje
Primjena mebeverina ne preporučuje se tijekom prva tri mjeseca trudnoće. U drugom i trećem tromjesječju trudnoće mebeverin se može primijeniti kada prema procjeni liječnika moguća korist za trudnicu prevladava mogući rizik za fetus. Tijekom primjene mebeverina dojenje nije potrebno prekidati, osim ako liječnik ne odluči drugačije. 

## Posebna upozorenja
Ne preporučuje se primjena mebeverina u djece mlađe od 3 godine.

## Utjecaj na sposobnost upravljanja vozilima i strojevima
U izuzetnim slučajevima tijekom primjene mebeverina može se javiti vrtoglavica, što u odre|enim okolnostima može imati utjecati na psihomotorne funkcije prilikom upravljanja vozilima ili strojevima.

## Doziranje
Mebeverin se uzima 20 minuta prije obroka s malo tekućine. Uobičajena terapijska doza je tri puta po 135 mg na dan.  

## Predoziranje
Specifični antidot ne postoji. U slučaju predoziranja preporučuje se ispiranje želuca, te uobičajene mjere za održanje normalne funkcije organizma.

## Nuspojave
Nuspojave se u pravilu javljaju rijetko. Od malobrojnih prijavljenih najčešće su osip i urtikarija. U izuzetnim slučajevima mogu se javiti vrtoglavica, glavobolja, bol u grudima, palpitacija, tahikardija, ošamućenost, poremećaji sna, bol u abdomenu, mučnina i povraćanje.